# Broxylus orobuensis
Broxylus orobuensis là một loài bọ cánh cứng trong họ Lycidae. Loài này được Bocák & Jass miêu tả khoa học năm 2004.